# KSディヴェロプレス・ジェシュフ
KS ディヴェロプレス・ジェシュフ（KS DevelopRes Rzeszów）は、ポーランドのジェシュフを本拠地として活動する女子バレーボールチームである。2024/25シーズンはポーランド女子バレーボールリーグ1部に所属する。

## 歴史
2012年設立。ポーランド2部リーグからスタートし、2014/15シーズンに1部のタウロンリーガに参戦した。2016/17シーズンにはポーランドカップ、タウロンリーガで3位に成績を上げた。2017/18シーズンには欧州チャンピオンズリーグに初めて出場した。2019/20シーズンからフランス男子代表でも活躍したステファン・アンティガを監督として招聘し、タウロンリーガではレギュラーラウンドを21勝1敗の成績で2位通過し、最終的には準優勝した。続く2020/21シーズンのタウロンリーガではレギュラーラウンドを首位で通過し、クォーターファイナル、セミファイナルも勝利しファイナルに進出した。グルパ・アゾティ・チェミック・ポリツェとのファイナルでは初戦に勝利したものの第2～4戦で惜しくも敗れて、2年連続の準優勝となった。2021/22シーズンはポーランドカップ、スーパーカップでタイトルを獲得し、欧州チャンピオンズリーグではベスト8に入った。タウロンリーガではレギュラーラウンドを20勝2敗で2位で通過し、クォーターファイナル、セミファイナルと順当に勝ち進み、ファイナルでは再びグルパ・アゾティ・チェミック・ポリツェと対戦したが、3戦ともに敗戦しリベンジを果たすことはできなかった。2022/23シーズンはタウロンリーガでレギュラーラウンドを20勝2敗で2位通過し、クォーターファイナル、セミファイナルに勝利したが、ファイナルではŁKSコマースコン・ウッチに敗戦し、4年連続の準優勝という悔しい結果となった。

## 主な成績
タウロンリーガ
- 準優勝 - 2019/20、2020/21、2021/22、2022/23、2023/24シーズン

ポーランドカップ
- 優勝 - 2021/22シーズン
- 準優勝 - 2018/19、2019/20シーズン

## 登録選手
2024/25シーズンの登録選手は次の通り。
| 背番号 | 選手名                             | ポジション           | 身長（メートル） |
| ------ | ---------------------------------- | -------------------- | ---------------- |
| 3      | ブルーナ・オノリオ                 | アウトサイドヒッター | 1.81             |
| 5      | アグニェスカ・コルネルク           | ミドルブロッカー     | 1.97             |
| 6      | マリット・ヤスペル                 | アウトサイドヒッター | 1.80             |
| 8      | サブリーナ・マシャド               | アウトサイドヒッター | 1.84             |
| 9      | Weronika Centka-Tietianiec         | ミドルブロッカー     | 1.93             |
| 10     | カタジナ・ベネルスカ               | セッター             | 1.80             |
| 12     | アレクサンドラ・シュチグウォフスカ | リベロ               | 1.72             |
| 13     | Karina Chmielewska                 | セッター             | 1.73             |
| 14     | モニカ・フェドゥショウ             | アウトサイドヒッター | 1.83             |
| 18     | アレクサンドラ・ドゥデク           | アウトサイドヒッター | 1.87             |
| 19     | Elizabeth Vicet                    | アウトサイドヒッター | 1.78             |
| 22     | カロリーナ・フェドレク             | ミドルブロッカー     | 1.85             |
| 23     | Magda Kubas                        | リベロ               | 1.72             |
| 95     | マグダレナ・ユルチク               | ミドルブロッカー     | 1.83             |

## 主な歴代所属選手
| - アガタ・サビツカ - カタジナ・ザロスリンスカ - ガブリエラ・ポランスカ - クラウディア・カチョロフスカ - スザンナ・エフィミエンコ＝ムウォトコフスカ - マヤ・トカルスカ - ドロタ・メディンスカ - マルヴィナ・スマジェク - カミラ・ヴィトコフスカ - アレクサンドラ・フランティ - カラ・バジェマ | - キアラ・バンライク - ナタリア・バレンティン - アマンダ・コネオ - エレーナ・ブラゴエビッチ - エヴァ・ヤネヴァ - エレーヌ・ルソー - ミカエラ・ムレインコバ - ガブリエラ・オルボソバ - アレクサンドラ・ラジック - ジュリエット・フィドン＝ルブルー - アン・カランダゼ |